# 山本文香
山本 文香（やまもと あやか、1998年7月17日 - ）は、日本の女優、タレント。
大阪府出身。ワンダーヴィレッジ所属。

## 出演

### テレビ

#### テレビドラマ
- 表参道高校合唱部!（2015年7月17日 - 9月25日、日本テレビ） - 吹奏楽部員 役
- 私 結婚できないんじゃなくて、しないんです（2016年4月15日 - 6月17日、TBSテレビ） - レギュラークラスメイト 役
- 女性作家ミステリーズ美しき三つの嘘　第二話（炎）（2016年、フジテレビ） - レギュラークラスメイト 役
- スーパーサラリーマン左江内氏第1話（2017年1月14日、日本テレビ） - 生徒 役
- 今日から俺は!!（2018年10月14日 - 12月16日、日本テレビ） - レギュラークラスメイト山本静 役
- 賭ケグルイ（2018年1月15日 - 3月19日、TBSテレビ） - レギュラークラスメイト 役
  - season2（2019年4月1日 - 29日） - レギュラークラスメイト 役
- ハケン占い師アタル第2話（2019年1月24日、テレビ朝日）
- 明治東京恋伽（2019年4月9日 - 5月28日、テレビ神奈川） - 友人 役
- FLY! BOYS, FLY! 僕たち、CAはじめました（2019年9月24日、関西テレビ） - 三田唯李 役

#### バラエティ
- 石橋貴明のたいむとんねる（フジテレビ） - レギュラーアシスタント

### 映画
- 青空エール（2016年8月20日公開） - チア部員 役
- 十二人の死にたい子どもたち（2019年1月25日公開）
- 賭ケグルイ（2019年2月7日公開）
- 翔んで埼玉（2019年2月22日公開）
- 明治東亰恋伽（2019年6月21日公開） - 友人 役
- ヲタクに恋は難しい（2020年2月7日公開） - 社員 役
- 今日から俺は!!劇場版（2020年7月17日公開） - レギュラークラスメイト 山本静 役

### 配信
- 炎の転校生 REBORN（Netflix） - 生徒 役
- シャッフルアイランド season5（ABEMA）[1]

### 舞台
- LIVEDOG 女優たちの冬の夜の夢（2019年）
- 劇団ドリームプリンセス　カーテンコール（2019年）
- 舞台けものフレンズ　JAPARISTAGE!～おおきなみみとちいさなきせき～（2019年）キンシコウ役[2]

### MV
- 清水翔太「My Boo」 - 彼女 役